# 玄風ジャンクション
玄風ジャンクション（ヒョンプン-）は大邱広域市達城郡にある中部内陸高速道路（45号線）と中部内陸高速道路支線（451号線）を接続するジャンクション兼インターチェンジである。2007年11月30日に開通。

## 接続している路線

### 楊平・馬山方面
- 中部内陸高速道路（8番）

### 大邱方面
- 中部内陸高速道路支線（1番）

## 隣
中部内陸高速道路
昌寧IC - 玄風JCT・IC - 高霊JCT
中部内陸高速道路支線
玄風JCT・IC - 達城IC